# Liefrange
Liefrange (luxembourgeois : Léifreg, allemand : Liefringen) est une section de la commune luxembourgeoise du Lac de la Haute-Sûre située dans le canton de Wiltz.